# Ladies European Tour 2012
De Ladies European Tour 2012 was het 34ste seizoen van de Ladies European Tour, sinds 1979. Het seizoen begon met de Gold Coast RACV Australian Ladies Masters, in februari, en eindigde met de Omega Dubai Ladies Masters, in december. Er stonden 24 toernooien op de agenda.

## Kalender
| Data  | Data  | Toernooi                                  | Stad              | Winnaar             | Score | Score | Info           |
| ----- | ----- | ----------------------------------------- | ----------------- | ------------------- | ----- | ----- | -------------- |
| 02-02 | 05-02 | Gold Coast RACV Australian Ladies Masters | Gold Coast        | Christel Boeljon    | 267   | –21   |                |
| 09-02 | 12-02 | ISPS Handa Women's Australian Open        | Melbourne         | Jessica Korda po    | 289   | –3    |                |
| 17-02 | 19-02 | Pegasus New Zealand Women's Open          | Christchurch      | Lindsey Wright      | 206   | –3    |                |
| 02-03 | 04-03 | World Ladies Championship                 | Haikou            | Shanshan Feng       | 206   | –13   | Nieuw toernooi |
| 22-03 | 25-03 | Lalla Meryem Cup                          | Agadir            | Karen Lunn          | 272   | –12   |                |
| 03-05 | 05-05 | Aberdeen Ladies Scottish Open             | East Lothian      | Carly Booth         | 204   | –12   |                |
| 10-05 | 13-05 | Turkish Airlines Ladies Open              | Belek             | Christel Boeljon    | 285   | –7    |                |
| 24-05 | 27-05 | Ladies German Open                        | München           | Anne-Lise Caudal po | 275   | –13   |                |
| 01-06 | 03-06 | Deloitte Ladies Open                      | Rotterdam         | Carlota Ciganda     | 207   | –9    |                |
| 08-06 | 10-06 | Allianz Ladies Slovak Open                | Brezno            | Line Vedel          | 209   | –7    |                |
| 14-06 | 17-06 | Deutsche Bank Ladies Swiss Open           | Ticino            | Carly Booth po      | 276   | –12   |                |
| 22-06 | 24-06 | Raiffeisenbank Prague Golf Masters        | Praag             | Melissa Reid        | 207   | –9    |                |
| 13-07 | 15-07 | Cell C South African Women's Open         | Southbroom        | Caroline Masson     | 215   | –1    | Nieuw toernooi |
| 26-07 | 29-07 | Evian Masters                             | Évian-les-Bains   | Inbee Park          | 271   | –17   |                |
| 03-08 | 05-08 | Ladies Irish Open                         | Kill              | Catriona Matthew    | 209   | –7    |                |
| 16-08 | 18-08 | ISPS Handa Ladies British Masters         | Denham            | Lydia Hall          | 209   | –7    | Nieuw toernooi |
| 07-09 | 09-09 | UNIQA Ladies Golf Open                    | Wiener Neustadt   | Caroline Hedwall    | 203   | –13   |                |
| 13-09 | 16-09 | Ricoh Women's British Open                | Hoylake           | Jiyai Shin          | 279   | –9    |                |
| 20-09 | 23-09 | Tenerife Open de España Femenino          | Tenerife          | Stacey Keating po   | 279   | –9    |                |
| 09-09 | 12-09 | Lacoste Ladies Open de France             | Saint-Jean-de-Luz | Stacey Keating po   | 266   | –14   |                |
| 26-10 | 28-10 | China Suzhou Taihu Open                   | Suzhou            | Carlota Ciganda     | 199   | –17   |                |
| 02-11 | 04-11 | Sanya Ladies Open                         | Sanya             | Cassandra Kirkland  | 210   | –6    |                |
| 30-11 | 02-12 | Hero Women's Indian Open                  | New Delhi         | Pornanong Phatlum   | 203   | –13   |                |
| 05-12 | 08-12 | Omega Dubai Ladies Masters                | Dubai             | Shanshan Feng       | 267   | –21   |                |

| Majors |  | po = winnares na play-off |